# Parabopyrella incisa
Parabopyrella incisa là một loài chân đều trong họ Bopyridae. Loài này được Bourdon miêu tả khoa học năm 1982.